# 坂上王
坂上王（さかのうえおう/さかのうえ の おおきみ、生没年不詳）は、奈良時代の皇族。系譜は不明だが、三世王以上五世王未満であることが、以下の叙位から分かる。官位は従五位下・左馬頭。

## 経歴
天平宝字8年（764年）10月、藤原仲麻呂の乱後の親王や大臣の子孫に対する叙位にて、无位から従五位下に叙せられ、翌天平神護元年（765年）正月、勳六等を授けられている。
それからしばらく動向が不明であるが、神護景雲2年（768年）2月、石上真足の後任の大監物に任命され、同年11月、左馬頭に任ぜられている。
上記のように、称徳朝において重用されたものと推定されるが、以降の記録は存在せず、光仁朝における動静は不明である。

## 官歴
『続日本紀』による。
- 時期不詳：无位
- 天平宝字8年（764年）10月7日：従五位下
- 天平神護元年（765年）正月7日：勳六等
- 神護景雲2年（768年）2月18日：大監物。11月13日：左馬頭